# تاريخ سلالة مينغ الحاكمة
سلالة مينغ (23 يناير 1368 - 25 أبريل 1644)، وتسمّى رسميًا مينغ العظمى أو إمبراطورية مينغ العظمى، هي إحدى السلالات الحاكمة في الصين، أسسها زعيم المتمردين الفلاحين تشو يوان تشانغ المعروف باسم الإمبراطور هونغوو. كانت خلفًا لسلالة يوان وسلفًا لسلالة شون قصيرة الأجل التي خلفتها أسرة تشينغ. بلغ عدد أفراد سلالة مينغ 160 مليون نسمة في أوج قوتها، بينما يؤكد البعض أن عدد السكان ربما وصل إلى 200 مليون نسمة.
شهد حكم سلالة مينغ بناء بحرية ضخمة وجيش دائم يتألف من مليون جندي. على الرغم من إقامة التجارة البحرية الخاصة وإرسال مهمات الترفيد الرسمية من الصين في عهد السلالات السابقة، إلا أن حجم الأسطول الترفيدي بقيادة الأميرال المخصي المسلم تشنغ خه في القرن الخامس عشر فاق جميع الأساطيل في عظمته. وُضعت مشاريع بناء ضخمة، من ضمنها ترميم القناة الكبرى، وترميم السور العظيم كما نراه اليوم، وإنشاء المدينة المحرمة في بكين خلال الربع الأول من القرن الخامس عشر. عُرفت فترة حكم سلالة مينغ عمومًا بأنها فترة مستقرة وفعالة لأسباب عديدة، إذ شهدت الصين لفترة طويلة العائلةَ الحاكمة الأكثر أمانًا والأقل معارضة حتى ذلك الوقت. حافظت سلالة تشينغ التالية على مؤسسات سلالة مينغ بشكل عام. هيمنت الخدمة المدنية على الحكومة هيمنة لم يسبق لها مثيل في ذلك الوقت. توسّعت أراضي الصين توسّعًا كبيرًا -وفي بعض الحالات تراجعت أيضًا- خلال فترة حكم سلالة مينغ. ضمّت أراضي سلالة مينغ شمال فيتنام لفترة وجيزة. وتشمل التطورات المهمة الأخرى نقل العاصمة من نانجينغ إلى بكين.
خارج المناطق الحضرية، قُسّمت الصين في عهد سلالة مينغ إلى ثلاث عشرة مقاطعة لأغراض إدارية. وقُسّمت هذه المقاطعات على طول الحدود التقليدية والطبيعية إلى حدٍّ ما. تشمل المقاطعات: جيجيانغ وجيانغشي وهوغوانغ وفوجيان وغوانغدونغ وقوانغشي وشاندونغ وخنان وشانشي وشنشي وسيتشوان ويونان وقويتشو. كانت هذه المقاطعات مناطق شاسعة، كل منها بمساحة إنجلترا على الأقل. امتدت فترة حكم الإمبراطور وانلي ثمانية وأربعين عامًا (1572–1620)، وبذلك كانت الفترة الأطول في أسرة مينغ. في حين كانت فترة الحكم الأقصر لابنه، الإمبراطور تايتشانغ، الذي حكم لمدة شهر واحد فقط (في عام 1620).

## تأسيس الأسرة الحاكمة

### الثورة وتنافس المتمردين
حكمت سلالة يوان (1279-1368) الصين بقيادة المغول قبل إنشاء سلالة مينغ. بالإضافة إلى التمييز الإثني المؤسسي ضد شعب الهان الصيني الذي أثار الاستياء والتمرد، تضمنت الأسباب الأخرى لزوال سلالة يوان إثقال كاهل المناطق التي تضررت بسبب فشل المحاصيل والتضخم الاقتصادي وفيضانات النهر الأصفر المدمرة نتيجة التخلي عن مشاريع الري. باتت الزراعة والاقتصاد في حالة من الفوضى، واندلع التمرد بين مئات الآلاف من الفلاحين المطلوبين للعمل على إصلاح سدود النهر الأصفر.
ثار عدد من مجموعات الهان الصينية، ومن ضمنهم ذوو العمائم الحمراء عام 1351. كان ذوو العمائم الحمراء على ارتباط بالمجتمع السري البوذي لحركة اللوتس الأبيض الذي نشر معتقدات المانوية في النضال من أجل الخير ضد الشر وعبادة بوذا المستقبلي، مايتريا. كان تشو يوان تشانغ فلاحًا فقيرًا وراهبًا بوذيًا انضم إلى ذوي العمائم الحمراء في عام 1352، لكنه سرعان ما اكتسب شهرة بعد زواجه فتاة يربيها أحد القادة المتمردين. في عام 1356، استولت قوة تشو المتمردة على مدينة نانجينغ، التي أسسها لاحقًا كعاصمة لسلالة مينغ. استعان تشو بمساعدة العديد من المستشارين الجديرين، ومن ضمنهم المختصّان في المدفعية جياو يو وليو بوين.
عزّز تشو قوته في الجنوب من خلال القضاء على منافسه اللدود وزعيم المتمردين تشين يوليانغ في معركة بحيرة بويانغ في 1363. كانت هذه المعركة واحدة من أكبر المعارك البحرية في التاريخ من حيث عدد الجنود. بعد موت الرئيس السلالي لذوي العمائم الحمراء موتًا مثيرًا للريبة في عام 1367 أثناء حلوله ضيفًا على تشو، كشف الأخير عن طموحاته الإمبراطورية بإرسال جيش صوب عاصمة يوان في عام 1368. هرب آخر إمبراطور لسلالة يوان شمالًا إلى منغوليا وأعلن تشو تأسيس سلالة مينغ بعد تدمير قصور يوان في دادو (بكين الحالية).
بدلًا من الطريقة التقليدية في تسمية السلالة على اسم مسقط رأس الحاكم الأول، اختار تشو يوان تشانغ لسلالته اسم «مينغ» أو «مُشرق» وفقًا لسابقة منغولية في اختيار ألقاب ملهمة. اتّخذ تشو يوان تشانغ اسم «هونغوو» أو «العسكريّ العظيم» كلقب له أيضًا. على الرغم من أن حركة اللوتس الأبيض ساعدت في صعوده إلى السلطة، إلا أن الإمبراطور أنكر فيما بعد أنه كان عضوًا في تنظيمهم وقمع الحركة الدينية بعد أن أصبح إمبراطورًا.
استند تشو يوان تشانغ، مؤسس سلالة مينغ، على كل من المؤسسات السابقة والنهج الجديدة في إنشاء حضارة كعملية تأسيسية لحكم الصين. شمل ذلك بناء المدارس لجميع المستويات ودراسة الكلاسيكيات دراسة مكثّفة وكذلك الكتب التي تتحدث عن الأخلاق، بالإضافة إلى توزيع كتيبات الطقوس الكونفوشيوسية الجديدة ونظام اختبارات الخدمة المدنية الجديد من أجل اختيار موظفين للدواوينية.

### عهد الإمبراطور هونغوو
بدأ الإمبراطور هونغوو على الفور بإعادة بناء البنية التحتية للدولة. بنى سورًا بطول 48 كم (30 ميلًا) حول نانجينغ، بالإضافة إلى القصور الجديدة والقاعات الحكومية. يذكر مينغ شي (تعني "تاريخ مينغ") أنه في أوائل عام 1364، بدأ تشو يوان تشانغ بصياغة مدونة قانون كونفوشيوسي جديد يعرف باسم دامينغ لو، والذي أنهاه في عام 1397 وكرّر بعض البنود الموجودة في قانون تانغ القديم لعام 653. أسّس الإمبراطور هونغوو نظامًا عسكريًا يُعرف باسم ويسو، والذي كان مشابهًا لنظام فوبينغ في عهد سلالة تانغ (618-907). كان الهدف منه تمكين الجنود ليصبحوا مزارعين يعتمدون على ذواتهم في إعالة أنفسهم عند عدم القتال أو التدريب. كان هذا النظام مشابهًا أيضًا للتنظيم العسكري لطبقة الجنود الوراثية ونبلاء القادة الوراثيين في عهد سلالة يوان. ومع ذلك كان نظام الجندي المزارع المكتفي ذاتيًا مهزلةً إلى حد كبير؛ إذ كانت حصص الإعاشة والتعويضات التي نادرًا ما حصل عليها الجنود غير كافية لإعالتهم، وترك كثيرون منهم صفوفهم عندما لم يكونوا على الجبهة ذات الإمدادات الوفيرة.
على الرغم من كون الإمبراطور هونغوو من أتباع الكونفوشية، إلا أنه لم يثق مطلقًا بالموظفين المثقفين من طبقة النخبة المثقفة ولم يخشَ تعرضهم للضرب في المحكمة بتهمة ارتكاب الجرائم. لنشر تعاليم كونفوشيوس والخدمة المدنية، أمر الإمبراطور قضاة المقاطعات بفتح مدرسة كونفوشية في عام 1369، وذلك وفقًا لتقليد نظام المدرسة على المستوى الوطني الذي أنشأه لأول مرة الإمبراطور بينغ من سلالة هان (9 ق.م - 5 م). ومع ذلك، أوقف الإمبراطور اختبارات الخدمة المدنية في عام 1373 بعد أن اشتكى من أن الموظفين المثقفين المئة والعشرين الذين حصلوا على درجة جينشي كانوا وزراء غير أكفاء. بعد استئناف الاختبارات في عام 1384، أعدم الإمبراطور رئيس الممتحنين؛ إذ اكتُشف أنه سمح بمنح درجات جينشي للمرشحين من الجنوب فقط. في عام 1380، اشتبه الإمبراطور هونغوو بالمستشارَ هو وييونغ بالتواطؤ في مؤامرة للإطاحة به فأعدمه؛ بعد ذلك ألغى الإمبراطور منصب المستشار وتولّى هذا الدور كرئيس تنفيذي وإمبراطور. مع تنامي شكوك الإمبراطور هونغوو في وزرائه ورعاياه، أسّس جينييوي أي «الحرس ذوي الزي المطرّز»، وهي شبكة من الشرطة السرية التي تنتمي إلى حرس قصره. كانوا مسؤولين جزئيًا عن فقدان 100 ألف شخص في عمليات التطهير الرئيسية على مدى ثلاثة عقود من حكمه.